# Metrolink (California)

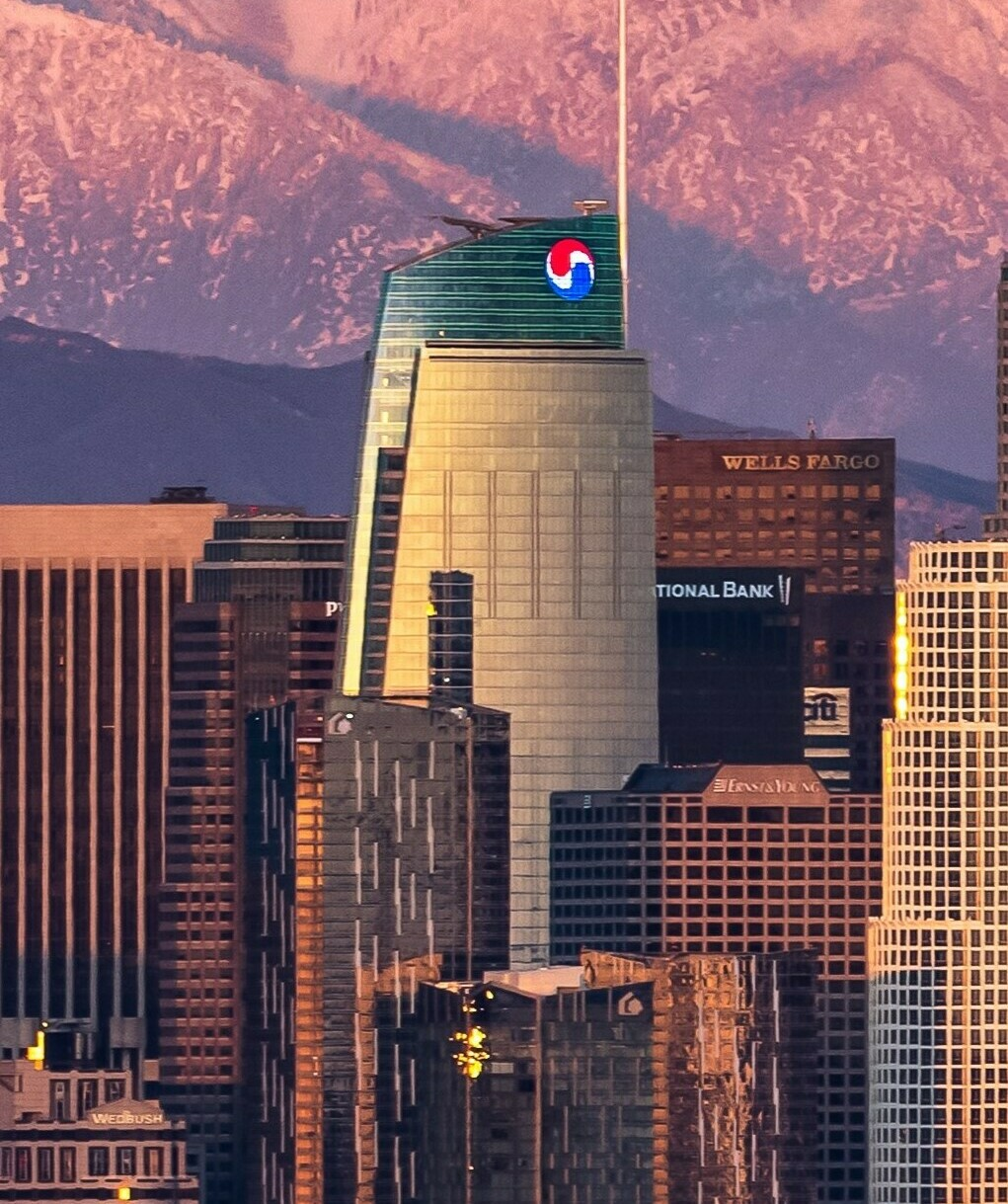
El Wilshire Grand Center, ubicado en Los Ángeles, es el edificio sede de Metrolink.

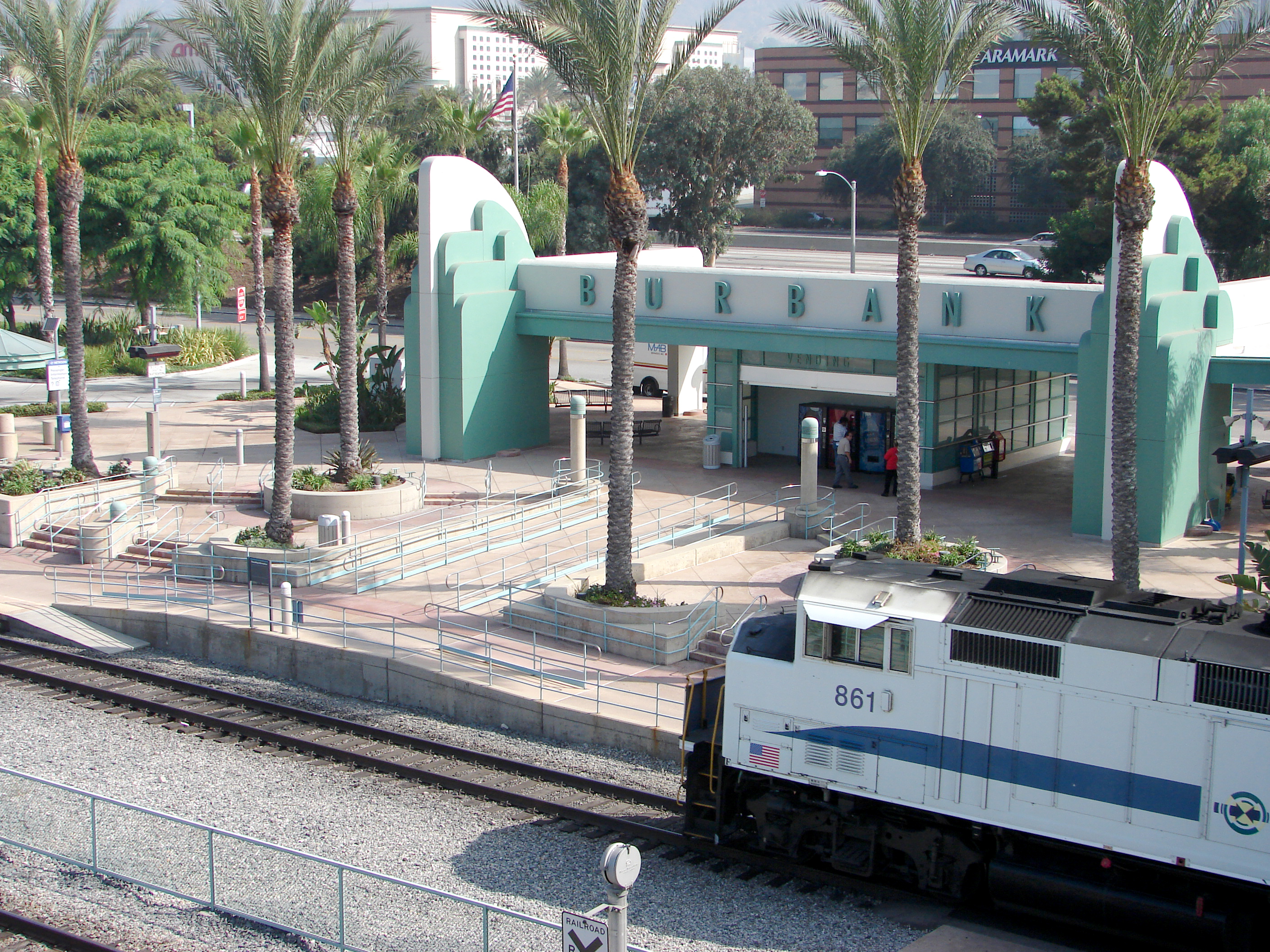
Un tren de Metrolink en la estación de Burbank.

Metrolink es un sistema de transporte ferroviario que sirve a la región del sur de California, en Estados Unidos. Opera en los Condados de Los Ángeles, San Bernardino, Riverside, Orange, Ventura y la ciudad de Oceanside en el Condado de San Diego. El sistema de ocho líneas regionales abasta con 67 estaciones, y 880 kilómetros (546,8 mi) de longitud por todo el área metropolitana de Los Ángeles, California.  

## Fundación
Desde 1990 a 1993, las agencias miembros de la Autoridad Ferroviaria Regional del Sur de California (SCRRA) compraron y contrataron derechos de paso de vías de ferrocarril de las empresas Atchison, Topeka y Santa Fe Railroad, actualmente Burlington Northern Santa Fe Railway, Southern Pacific Railroad (actualmente Union Pacific Railroad) y Union Pacific Railroad. Las agencias miembros del SCRRA adquirieron más de 200 millas (323 kilómetros) de vías de Burlington Northern Santa Fe por 236 millones de dólares,[cita requerida] más de 200 millas de vía de Southern Pacific por 257 millones de dólares[cita requerida] y 59 millas de vía de Union Pacific por 17 millones de dólares.[cita requerida] En 2006, el sistema tenía un presupuesto de operaciones de 134,8 millones de dólares. Desde el año 2005 el servicio de Metrolink se ha operado bajo contrato por Veolia Transport. El contrato es por un periodo de cinco años e incluye la provisión de los ingenieros de locomotores así como sus conductores.

## Servicio
El área de servicio de Metrolink incluye líneas a los condados de Ventura, Los Ángeles, San Bernardino, Riverside, Orange y San Diego. Seis líneas tienen terminal en Union Station (Estación Unión) en el Centro de Los Ángeles. El sistema conecta a la red de Metro de Los Ángeles de LACMTA en la Unión Station. También conecta con los servicios Pacific Surfliner, Coast Starlight y Southwest Chief de Amtrak.
Desde enero de 2023, el costo por usar el sistema es de una cantidad fija, e incrementos de $.25 centavos por cada estación. El boleto de Metrolink es válido por varios otros sistemas de transporte público por la región, incluyendo el Metro de Los Ángeles. Cada estación tiene al menos dos cajas de taquilla electrónica. Un boleto de ida y vuelta los fines de semana cuesta $10, por todo el día.

## Líneas
Metrolink opera ocho líneas en el sur de California:
| Línea                             | Serie de Tren | Terminales                                             | Frecuencia   | Kilómetros                  | Estaciones | Rutas |
| --------------------------------- | ------------- | ------------------------------------------------------ | ------------ | --------------------------- | ---------- | --- |
| Línea 91/Perris Valley            | 700           | Los Ángeles- Perris                                    | Diario       | 134,9 kilómetros (83,8 mi)  | 12         | Sur-este de Union Station por la Autovía 5, este por la Autovía (State Route 91) hacia Riverside, y por fin por en Autovía 215. |
| Línea Antelope Valley             | 200           | Los Ángeles- Lancaster                                 | Diario       | 123,3 kilómetros (76,6 mi)  | 12         | Noroeste desde Union Station, por la autovía 5. Gira hacia el este, luego al norte, paralelo con la Ruta Estatal de California 14. |
| Línea Arrow                       | 3800          | San Bernardino- Redlands                               | Diario       | 14 kilómetros (8,7 mi)      | 5          | Al este del centro de San Bernardino hacia la Universidad de Redlands en Redlands. |
| Línea Inland Empire-Orange County | 800           | San Bernardino- Oceanside                              | Diario       | 161,1 kilómetros (100,1 mi) | 16         | Sur-este del Centro de San Bernardino por la Autovía 215, hacia Riverside, Ca. Y luego por la Autovía 91 para Condado de Orange. También paralela por la Autovía Ruta 55 de Anaheim y luego Santa Ana, después paralela con la Autovía 5 en Tustin hacia Oceanside. |
| Línea Condado de Orange           | 600           | Los Ángeles- Oceanside                                 | Diario       | 140,3 kilómetros (87,2 mi)  | 15         | Sur-este desde Union Station por la Autovía 5, hacia Oceanside. |
| Línea Riverside                   | 400           | Los Ángeles- Riverside                                 | Entre Semana | 95,1 kilómetros (59,1 mi)   | 7          | Al este de Union Station, hacia Riverside, por la Ruta Estatal de California 60. |
| Línea San Bernardino              | 300           | Los Ángeles- San Bernardino y 1 tren exprés a Redlands | Diario       | 92,7 kilómetros (57,6 mi)   | 14         | Al este de Union Station, hacia San Bernardino y un tren exprés hacia Redlands. Viaja por la Autovía 10 por una sección y luego su propia línea de paso. Un tren exprés de Redlands a Los Ángeles entre semana.                                                     |
| Línea Condado de Ventura          | 100           | Los Ángeles- Ventura                                   | Diario       | 114,1 kilómetros (70,9 mi)  | 12         | Nor-este de Union Station. Siguiendo la Ruta Estatal de California 118. Luego su propia ruta de paso hacia el Condado de Ventura. |

La línea con el mayor número de pasajeros es la Línea San Bernardino, que tuvo un promedio de 11 765 pasajeros por día laboral. [cita requerida]

## Accidentes e incidentes
- Colisión de trenes en Los Ángeles de 2008.